# Gante-Wevelgem 1994
La Gante-Wevelgem 1994 fue la 56.ª edición de la carrera ciclista Gante-Wevelgem y se disputó el 6 de abril de 1994 sobre una distancia de 210 km.  
El vencedor fue el belga Wilfried Peeters (GB-MG Maglificio), que se impuso a su compañero de fuga, el italiano Franco Ballerini. El belga Johan Museeuw completó el podio.

## Clasificación final
| Posición | Ciclista                 | Equipo                 | Tiempo     |
| -------- | ------------------------ | ---------------------- | ---------- |
| 1        | Wilfried Peeters         | GB-MG Maglificio       | 5h 08' 00" |
| 2        | Franco Ballerini         | Mapei-CLAS             | m.t.       |
| 3        | Johan Museeuw            | GB-MG Maglificio       | a 16"      |
| 4        | Andrei Tchmil            | Lotto-Caloi            | m.t.       |
| 5        | Djamolidine Abdoujaparov | Polti-Vaporetto        | m.t.       |
| 6        | Zbigniew Spruch          | Lampre-Panaria         | m.t.       |
| 7        | Dmitri Konyshev          | Jolly Componibili-Cage | m.t.       |
| 8        | Maximilian Sciandri      | GB-MG Maglificio       | m.t.       |
| 9        | Fabio Roscioli           | Brescialat             | m.t.       |
| 10       | Guy Nulens               | Novemail               | m.t.       |